# Country Musume Daizenshū 1
Albums de Country Musume
Daizenshū 2
(2006)
Singles
1. Futari no Hokkaidō
Sortie : 23 juillet 1999
2. Yuki Geshiki
Sortie : 30 novembre 1999
3. Hokkaidō Shalala
Sortie : 27 avril 2000
4. Koi ga Suteki na Kisetsu
Sortie : 31 juillet 2000
5. Hajimete no Happy Birthday!
Sortie : 18 avril 2001
6. Koibito wa Kokoro no Ōendan
Sortie : 17 octobre 2001

Country Musume Daizenshū 1 (カントリー娘。大全集①, ou Daizenshu, Daizenshuu) (trad. : Le travail complet de Country Musume n°1) est le premier album du groupe de J-pop Country Musume, sorti en 2001.

## Présentation
L'album sort le 12 décembre 2001 au Japon sur le label zetima, produit, écrit et composé par Tsunku (sauf quelques paroles). Il atteint la 20e place du classement de l'oricon, et reste classé pendant deux semaines, se vendant à 24 850 exemplaires.
L'album contient huit chansons (dont deux "faces B") déjà parues sur les six premiers singles du groupe sortis précédemment, dont les deux derniers sous l'appellation Country Musume ni Ishikawa Rika (Morning Musume) avec Rika Ishikawa de Morning Musume en invitée.
L'album ne contient que trois titres inédits, dont un avec la participation de Rika Ishikawa qui sera repris par le groupe dans une nouvelle version en "face B" du prochain single Iroppoi Onna ~Sexy Baby~ quatre mois plus tard.
Trois des chansons de l'album sont donc interprétées en trio par les deux membres alors actives Rinne et Asami avec Ishikawa, quatre en duo (dont les deux autres inédites), trois en solo (celles sorties en singles alors que Rinne était seule dans le groupe), et une en trio par la formation originale (celle du premier single avec Rinne, Azusa Kobayashi et Hiromi Yanagihara qui ne sont pas créditées).
Les six chansons déjà parues en "face A" figureront à nouveau sur les deux autres albums du groupe : les compilations Country Musume Daizenshū 2 de 2006 et Country Musume Mega Best de 2008 ; le groupe ne sortira en effet pas d'autre album original.

## Liste des titres
Les chansons sont écrites et composées par Tsunku (dont n°4 et 5 écrites avec Makoto), sauf n°2, 7, et 9 écrites par Chisato Moritaka.
| 1.    | Hajimete no Happy Birthday! (初めてのハッピーバースディ!) | 5e single / par Rinne, Asami, Rika Ishikawa    | 4:34 |
| 2.    | Yuki Geshiki (雪景色)                                     | 2e single / par Rinne en solo                  | 4:29 |
| 3.    | Koibito wa Kokoro no Ōendan (恋人は心の応援団)            | 6e single / Rinne, Asami, Rika Ishikawa        | 4:16 |
| 4.    | Hokkaidō Shalala (北海道シャララ)                         | 3e single / par Rinne en solo                  | 4:34 |
| 5.    | Onna no Ko no Torishirabe Time (女の子の取り調べタイム)   | Titre inédit / par Rinne, Asami, Rika Ishikawa | 3:59 |
| 6.    | Koi ga Suteki na Kisetsu (恋がステキな季節)               | 4e single / par Rinne et Asami                 | 4:26 |
| 7.    | Futari no Hokkaidō (二人の北海道)                         | 1er single / par Rinne, Azusa, Hiromi          | 4:08 |
| 8.    | Kataomoi wa Hot Milk (片想いはホットミルク)               | Titre inédit / par Rinne et Asami              | 3:53 |
| 9.    | Yuki da Yori (雪だより)                                   | Face B du 2e single / par Rinne en solo        | 4:30 |
| 10.   | Docchi ga Kirei desu ka... (どっちが綺麗ですか…)          | Titre inédit / par Rinne et Asami              | 3:12 |
| 11.   | Aa Koishikute (あぁ恋しくて)                              | Face B du 4e single / par Rinne et Asami       | 3:26 |
| 45:27 |                                                           |                                                |      |

Note : Les titres n°1 et 3 sont attribués à "Country Musume ni Ishikawa Rika (Morning Musume)" (カントリー娘。に石川梨華(モーニング娘。)), tandis que le titre n°5 est suivi de la mention "Guest : Ishikawa Rika (Morning Musume)" (ゲスト:石川梨華(モーニング娘。)).

## Interprètes
Membres actives
- Rinne Toda (tous titres ; en solo sur n°2, 4, 9)
- Asami Kimura (titres n°1, 3, 5, 6, 8, 10, 11)

Invitée
- Rika Ishikawa (titres n°1, 3, 5)

Ex-membres non créditées
- Azusa Kobayashi (titre n°7)
- Hiromi Yanagihara (titre n°7)